# Haga Trädgård

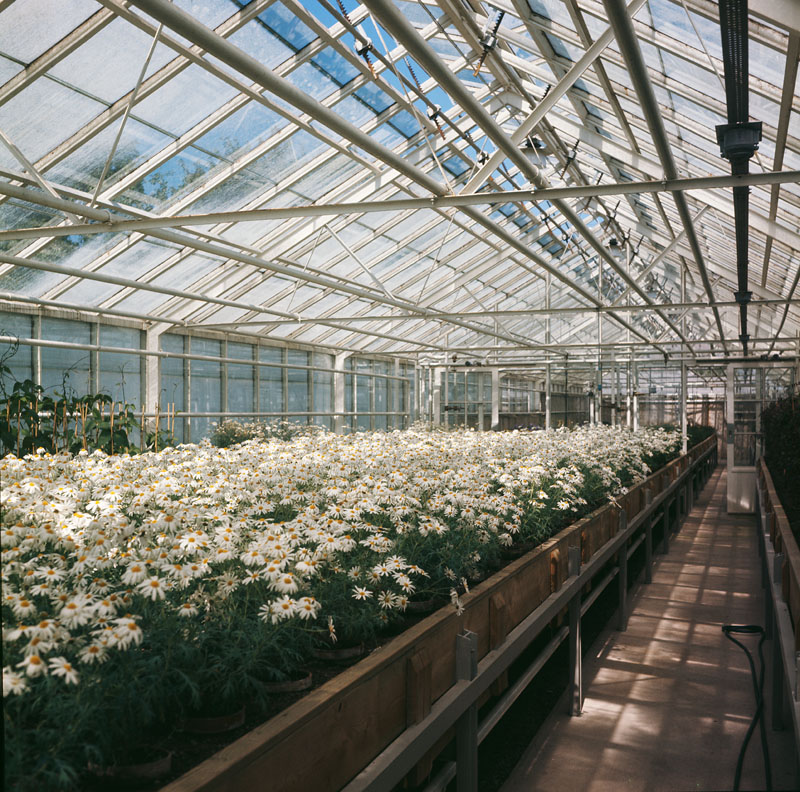
Växthusinteriör på Haga Trädgård, 1968.

Haga Trädgård är en trädgårdsanläggning i Hagaparken i Solna kommun. Trädgården anlades ursprungligen 1785 genom Gustav III:s initiativ. Anläggningen är känd från Carl Michael Bellmans Fjäriln vingad syns på Haga och för Fjärilshuset som flyttade in i ett av växthusen 1989.

## Historik
Haga Trädgård kom till genom Gustav III:s trädgårdsmästare Johan Christian Ackermann  som 1785 övertog ledarskapet för Hagaparkens fortsatta anläggningsarbeten av sin föregångare Fredrik Magnus Piper. Man anlade drivbänkar för exotiska frukter som vindruvor och persikor, allt till hovets behov. Här odlades även tomater, då kallade pommes d'amour, kärleksäpplen. Från 1917 arrenderade Nordiska Kompaniet (NK) Haga Trädgårdar. NK odlade grönsaker och frukt under första världskriget. 1917 byggde NK den vinterträdgård som nu är Stockholms äldsta. Från växthusen levererades även blommor och prydnadsväxter till NK:s blomsterhandel. År 1937 tog Stockholms stad och stadsträdgårdsmästaren Holger Blom över arrendet och skötseln av Hagaparken och trädgården. Staden odlade blommor till kontor och torg.
År 1992 upphörde Stockholms trädgårdsverksamhet i Haga och det stora växthuset inreddes istället till Fjärilshuset som ett samarbete mellan Stephen och Marie Fried och Stockholms Stad. 1991 privatiserades Haga Trädgård varvid Fjärilshuset Haga Trädgård AB köpte allt ovan mark, växthusen, med mera, från Stockholms Stad. Köpet omfattade även installationer under markytan. Fjärilshuset och Haga Trädgård är nu ett inregistrerat svenskt museum.

## Bilder

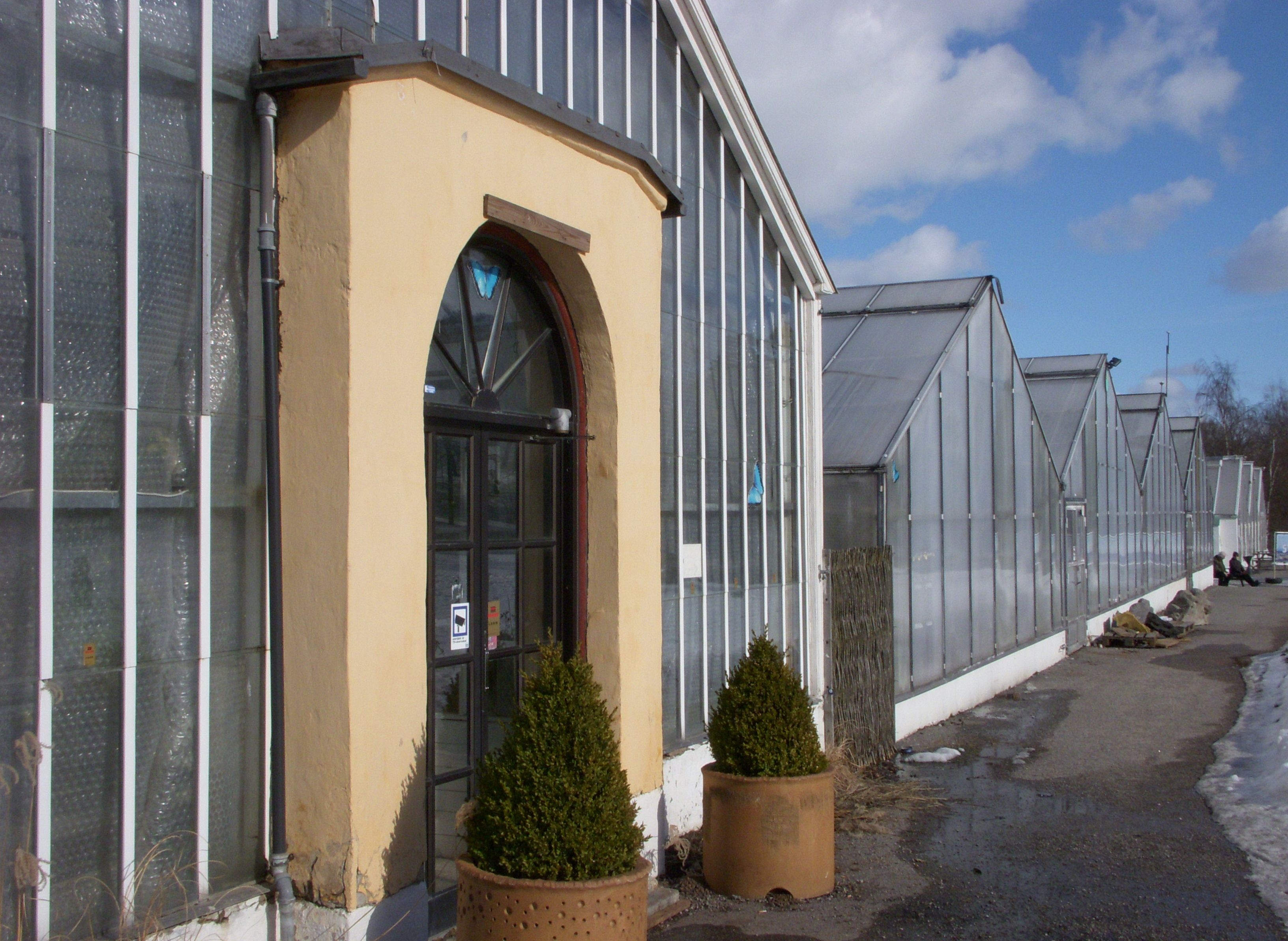
Växthusen i mars 2010
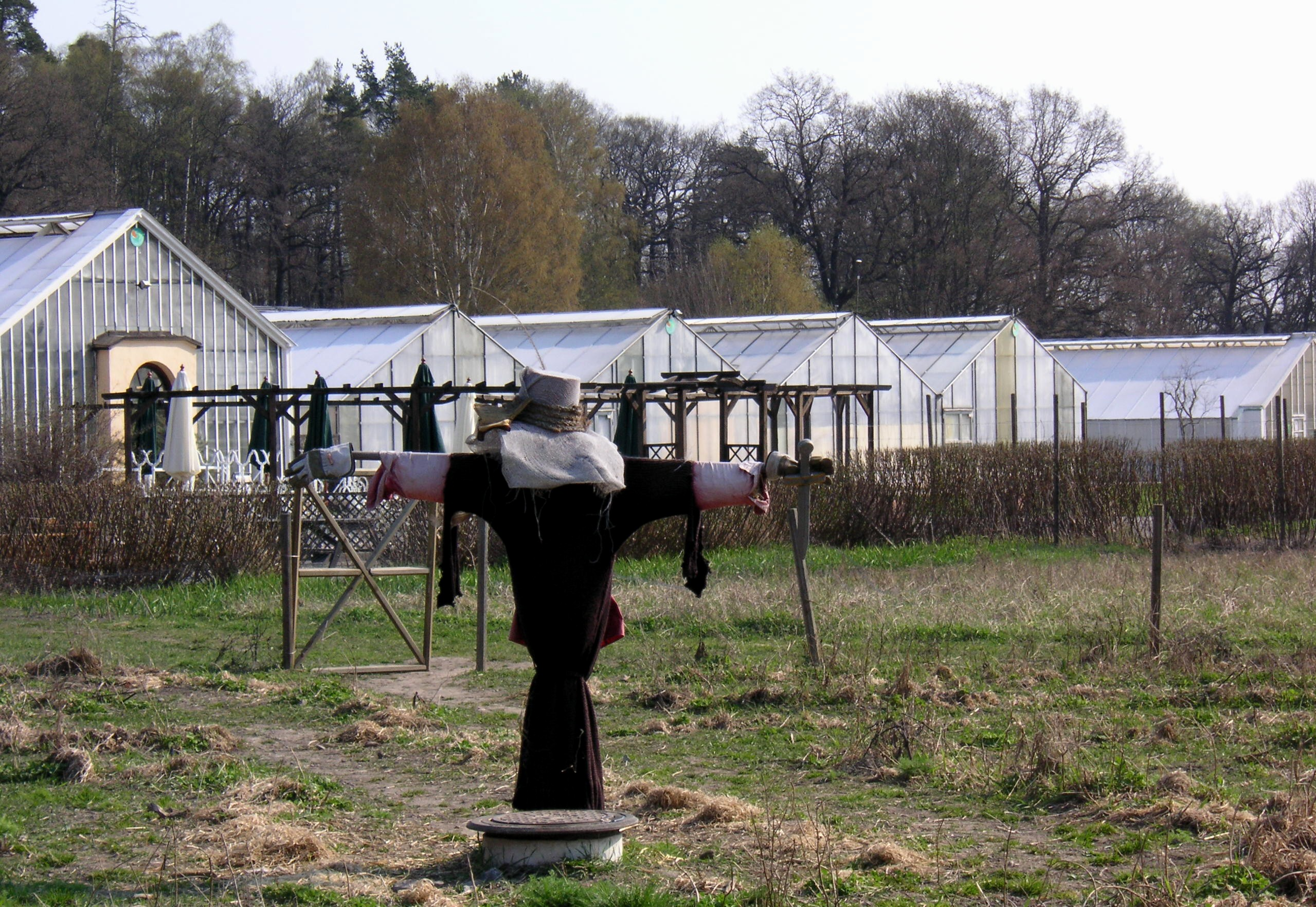
Växthusen i maj 2006
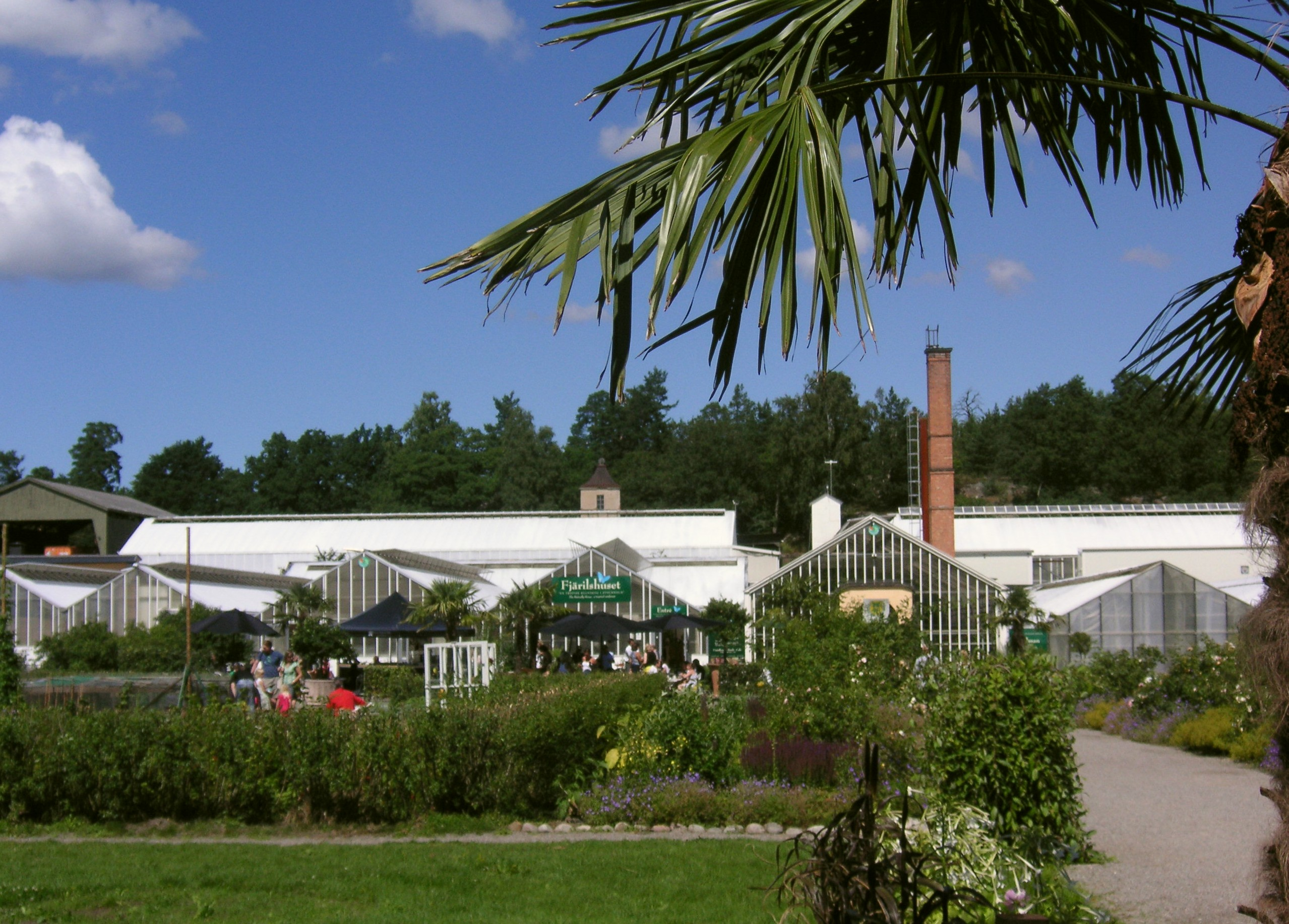
Fjärilshuset i juli 2007
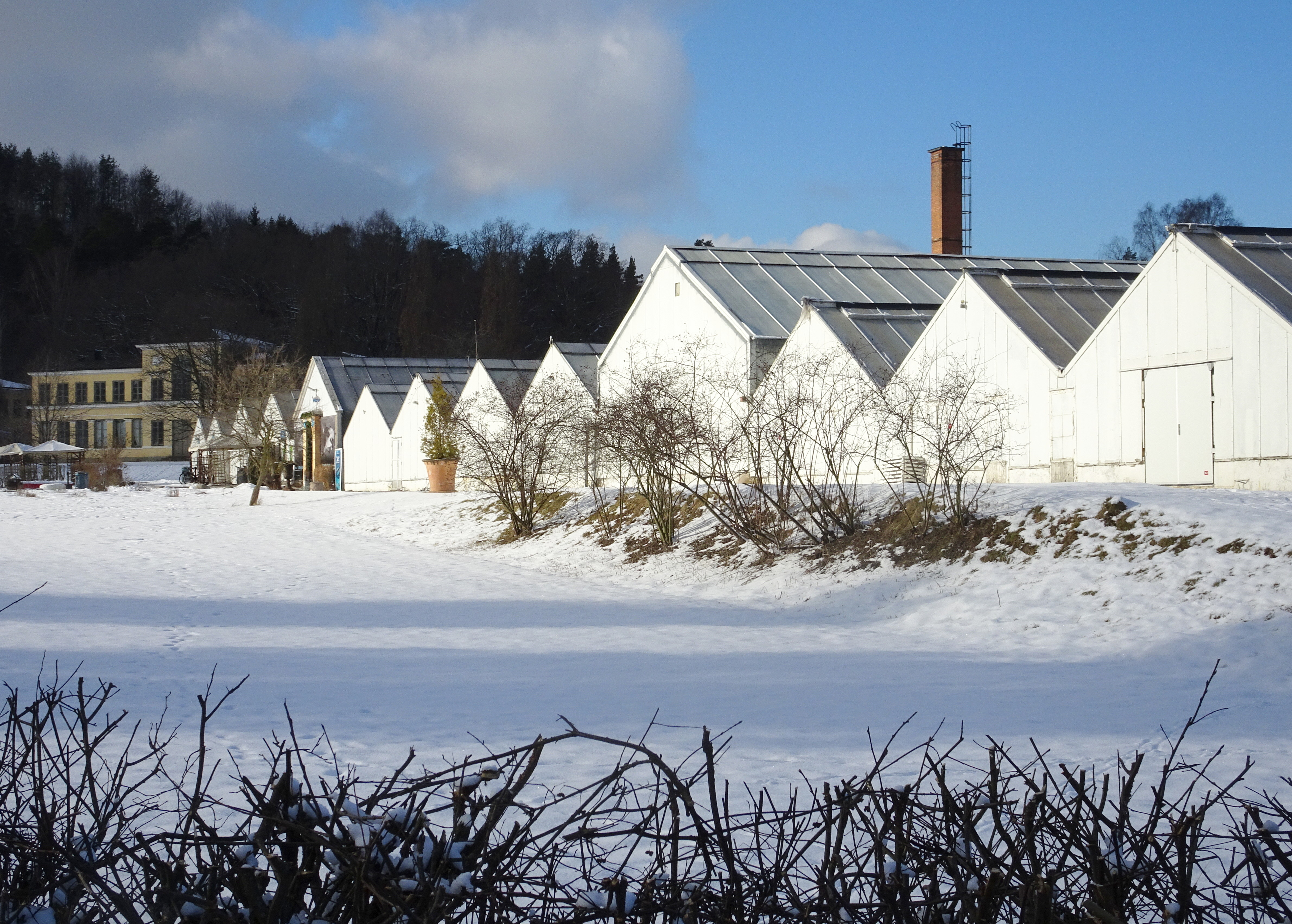
Växthusen i februari 2018